# 澳門巴士22路線
澳門巴士22路線是由澳巴經營，往返祐漢和柯維納馬路的巴士路線。

## 簡介及歷史
- 1988年10月18日，澳巴開辦本線。初期以黑沙環黃金廣場作總站，並途經黑沙環第五街、慕拉士大馬路、俾利喇街、美副將大馬路、二龍喉公園、水坑尾、約翰四世大馬路、葡京、澳氹大橋、凱悦、氹仔三家村、氹仔卓家村、官也街、地堡街、澳門賽馬會、奧林匹克圓形地、凱悦、澳氹大橋、友誼馬路、賈羅布、八角亭、水坑尾、荷蘭園、高士德、俾利喇、黑沙環及祐漢。

- 1988年11月3日，黑沙環總站遷往來來超市（即馬場海邊馬路）。

- 1990年6月12日，以配合加思欄行車橋正式啓用，本線改經十月一日前地，不經賈羅布。

- 1991年2月1日，新增前往澳門大學第1座宿舍的特別班次，每12分鐘一班車。

- 1991年5月28日，配合本線之常規班次全日來回程途經大學，上述特別班次改為祗於繁忙時間提供服務。

- 1995年，祐漢總站分拆，本線改於祐漢第一街設總站。

- 2001年，配合祐漢區道路重整，因祐漢第一街更改為反向行車，總站遷至「祐漢第二街」。

- 2005年4月8日，為配合嘉樂庇總督大橋進行維修和亞馬喇前地改造工程，本線改道行駛，取消停靠亞馬喇前地中國銀行大廈旁的巴士站。[1]
  - 澳門往氹仔：原線 → 殷皇子大馬路 → 亞馬喇前地 → 蘇亞利斯博士大馬路 → 何鴻燊博士大馬路 → 西灣湖景大馬路 → 西灣大橋 → 海洋花園大馬路 → 史伯泰海軍將軍馬路 → 原線
  - 氹仔往澳門：原線 → 史伯泰海軍將軍馬路 → 海洋花園大馬路 → 西灣大橋 → 西灣湖景大馬路 → 何鴻燊博士大馬路 → 西灣街 → 南灣大馬路 → 約翰四世大馬路 → 殷皇子大馬路 → 友誼大馬路 → 原線

- 2005年10月5日，嘉樂庇總督大橋恢復有限度通車，本線恢復原線行駛。[2]

- 2014年3月15日，配合巴士站分流，取消停靠「氹仔花城」站。[3]

- 2016年6月25日，因配合輕軌高架橋吊裝工作，取消停靠「黑橋／地堡街」、「澳門運動場」站，改停靠「基馬拉斯／濠景」站。

- 2016年9月24日：[4]
  - 「孫逸仙馬路／三家村」站與「泉亮花園」站合併，並分別命名為「泉亮花園」站和「泉裕豪庭」站，改停靠「泉裕豪庭」站。
  - 「亞利雅架前地」站與「寶龍花園」站合併，並命名為「百利寶花園」站。

- 2016年10月9日，配合氹仔運動場圓形地及周邊道路恢復，恢復停靠「黑橋／地堡街」、「澳門運動場」站。[5]

- 2016年11月5日，因重整祐漢區巴士站點分佈及路線行程，取消停靠「祐漢公園」站。[6]

- 2017年4月9日，取消停靠「望廈體育館」站。[7]

- 2017年10月14日，因澳門特區政府交通事物局為嚴格執行使用嘉樂庇總督大橋通行之車輛重量限制，改用原新時代的宇通ZK6115HG1行駛本線。

- 2019年7月27日起，「十月一日前地」站改名為「十月一號前地」站。

- 2019年12月28日起，配合輕軌氹仔線投入服務，新增停靠柯維納馬路站，並以本站為循環點。[8]同時因應輕軌氹仔線的開啟，因此往氹仔方向的電牌由「氹仔」改名為「柯維納馬路」。

- 2020年3月12日起，“水坑尾街”改名為“水坑尾／天神巷”。[9]

- 2020年4月18日，亞馬喇前地整治土建工程完工，取消停靠「葡京酒店」站。

- 2021年10月16日起，為配合望廈總站啟用，取消停靠“黑沙環第五街”站，新增停靠“俾利喇／望德樓”站。[10]

- 2021年11月8日至2022年5月21日，因工程關係，暫不停靠「泉悅花園」、「嘉模泳池」、「氹仔官也街」站，臨時停靠「奧林匹克大馬路」站，以及位於「黑橋／地堡街」站的附近臨時站。

- 2022年6月27日凌晨1時起，因應祐漢牡丹樓實施封控措施，「祐漢第二街」站暫停使用，落客站設於「馬場海邊馬路」站，上客站位於往祐漢新村第六街方向距離原總站約50米的臨時站。[11]

- 2022年7月11日至7月17日，因實施「全澳相對靜止管理」措施，本線暫停營運。[12]

- 2022年7月18日至7月22日，因宣佈延長“相對靜止管理”措施，本線維持上述措施。[13]

- 2022年7月23日起，因“相對靜止管理”結束，本線恢復營運。[14]

## 使用車輛
- 本線開辦時跟大部分澳巴路線一樣，以日產Civilian小巴為主力，1990年代中豐田Coaster加入行駛本線。

- 2000年，日野RX4JFKA投入服務，也加入數輛在本線行走，不過並沒有任何大巴行駛本線，但隨著客量增長，原有的小巴不足以應付龐大需求，加上政府要求澳巴把年事已高的巴士淘汰，在2003年本線加入日野HR1J低地台巴士行走，後來在2005年間更加入日野HR7JPAE低地台巴士行走，以提升運載能力。在2006年引入五洲龍FDG6920G以行走22路線，偶然會有其他車型出現本線。新專營權未實行前投入服務的五洲龍FDG6751G，也有數輛在本線測試行走。

2011年8月1日起：
- 日野HR7JPAE
- 五洲龍FDG6121GC3
- 五洲龍FDG6110G
- 五洲龍FDG6101G

2014年12月11日起：
- 宇通ZK6118HGE
- 日野HR7JPAE
- 五洲龍FDG6101G

2015年1月1日起：
- 宇通ZK6128HGE
- 宇通ZK6118HGE
- 五洲龍FDG6101G

2017年10月14日起：
- 宇通ZK6115HG1

2022年7月25日起：
- 宇通ZK6115HG1
- 宇通ZK6105HG

2024年6月起：
- 宇通ZK6115HG1
- 宇通ZK6105HG
- 中通LCK6980SHEVG

2024年7月31日起：
- 中通LCK6980SHEVG

### 特別派車
- 2021年11月至2022年5月25日、8月19日-11月，澳巴在下午繁忙時間調入一至兩部宇通ZK6118HGE行駛本線，由「亞馬喇前地」站前往「祐漢第二街」站。
- 2022年3月尾至8月10日，澳巴在下午繁忙時間調入一部中通LCK6113SHEVG行駛本線，走線同上。
- 2022年5月23日至6月中、10月31日-11月，澳巴在下午繁忙時間調入一部蘇州金龍KLQ6116GHEV行駛本線，走線同上。
- 2024年8月27日起，不定時派出三菱Rosa行駛本線作加班車。

## 電牌
| 往氹仔方向                  | 往氹仔方向                 | 往氹仔方向 |
| 日期                        | 頭牌                       | 圖例       |
| --------------------------- | -------------------------- | ---------- |
| 2019年12月28日前            | 氹仔                       |            |
| 2017年8月23日起             | 柯維納馬路                 |            |
| 2022年6月19日起             | 輕軌馬會站 （轉頁顯示）    |            |
| 2023年6月10日起             | 經 氹仔官也街 （轉頁顯示） |            |
| 往澳門方向                  |                            |            |
| 日期                        | 頭牌                       | 圖例       |
| 2011年8月1日前              | 祐漢                       |            |
| 2022年6月28日起             | 祐漢                       |            |
| 2011年8月1日至2022年6月27日 | 祐漢第二街                 |            |

## 路線資料

### 收費
| 收費類別     | 收費類別                      | 收費類別             | 費用 |
| ------------ | ----------------------------- | -------------------- | ---- |
| 現金         | 現金                          | 現金                 | $6.0 |
| 境外支付工具 | 支付寶（內地及香港）          | 支付寶（內地及香港） | $6.0 |
| 境外支付工具 | 雲閃付 非綁定澳門銀聯卡       |                      | $6.0 |
| 境外支付工具 | 微信支付（內地及香港）        |                      | $6.0 |
| 境外支付工具 | 交通聯合 非澳門發行的全國通卡 |                      | $6.0 |
| 境內支付工具 | 澳門通                        | 全民卡               | $3.0 |
| 境內支付工具 | 澳門通                        | 學生卡               | $1.5 |
| 境內支付工具 | 澳門通                        | 長者卡               | 免費 |
| 境內支付工具 | 澳門通                        | 殘疾卡               | 免費 |
| 境內支付工具 | 聚易用＋                      | 聚易用＋             | $3.0 |

### 服務時間及班距
| 服務時間                      | 服務時間   | 星期一至六  | 星期日 （含公眾假期） |
| ----------------------------- | ---------- | ----------- | --------------------- |
| 祐漢第二街                    | 祐漢第二街 | 06:15-00:10 | 06:15-00:10           |
| 班距                          | 尖峰       | 4-8分鐘     | 8-10分鐘              |
| 班距                          | 離峰       | 6-10分鐘    | 8-10分鐘              |
| 懸掛8號風球後15分鐘開出尾班車 |            |             |                       |

### 路線停站
| 22   | 祐漢 ↺ 柯維納馬路 | 祐漢 ↺ 柯維納馬路                         | 祐漢 ↺ 柯維納馬路 |
| 序號 | 循環線            | 循環線                                    | 循環線            |
| 序號 | 站號              | 站名                                      | 輕軌站            |
| 1    | M228              | 祐漢第二街                                |                   |
| 2    | M220/1            | 祐漢街市                                  |                   |
| 3    | M224              | 永康街／麗華                              |                   |
| 4    | M33               | 俾利喇／望德樓                            |                   |
| 4    | M30               | 黑沙環第五街 （賽車期間停靠）             |                   |
| 5    | M38               | 望賢樓                                    |                   |
| 6    | M272              | 愉景花園                                  |                   |
| 7    | M46/1             | 鮑思高球場                                |                   |
| 8    | M61/2             | 二龍喉公園                                |                   |
| 9    | M73/1             | 得勝花園                                  |                   |
| 10   | M270/1            | 塔石體育館                                |                   |
| 11   | M153/2            | 水坑尾／公共行政大樓                      |                   |
| 12   | M173/2            | 約翰四世大馬路                            |                   |
| 13   | M172/11           | 亞馬喇前地                                |                   |
| 14   | T403              | 史伯泰／麗景灣                            |                   |
| 15   | T304              | 氹仔大中華廣場                            |                   |
| 16   | T310/1            | 泉裕豪庭                                  |                   |
| 17   | T318              | 泉悅花園                                  |                   |
| 18   | T319              | 嘉模泳池                                  |                   |
| 19   | T320              | 氹仔官也街                                |                   |
| 20   | T321/2            | 氹仔中葡小學                              | 排角站            |
| 21   | T323              | 黑橋／地堡街                              |                   |
| 22   | T324/2            | 澳門運動場                                |                   |
| 23   | T326/5            | 柯維納馬路                                | 馬會站            |
| 24   | T332/1            | 南新花園                                  | 馬會站            |
| 25   | T325/1            | 華寶花園                                  |                   |
| 26   | T339/2            | 花城公園                                  |                   |
| 27   | T311/1            | 百利寶花園                                |                   |
| 28   | T308/1            | 氹仔電訊                                  |                   |
| 29   | T300              | 史伯泰／盧廉若                            |                   |
| 30   | T330/1            | 蘇利安圓形地                              |                   |
| 31   | M172/16           | 亞馬喇前地                                |                   |
| 32   | M160/1            | 十月一號前地                              |                   |
| 32   | M261              | 約翰四世大馬路／馬統領街 （賽車期間停靠） |                   |
| 33   | M144/2            | 水坑尾／天神巷                            |                   |
| 34   | M76/1             | 盧廉若公園                                |                   |
| 35   | M84/2             | 高士德／培正                              |                   |
| 36   | M92               | 俾利喇／高士德                            |                   |
| 37   | M39               | 澳廣視                                    |                   |
| 38   | M28/1             | 黑沙環馬路                                |                   |
| 39   | M228              | 祐漢第二街                                |                   |

## 客量
- 本線主要服務於祐漢、高士德、水坑尾往返氹仔的市民，以及在尖峰時段為學生、上班族提供服務。在離峰時段會有一些長者，專門乘坐本線遊車河。本線綜合全日班距達4-10分鐘，提供往返澳門半島及氹仔的特快服務。

## 重大意外
- 2006年1月16日，澳巴一輛行駛本線的日產Civilian小巴，由氹仔賽馬會回程祐漢方向，剛駛過嘉樂庇總督大橋後，懷疑失控，如打波子機般撞倒石壆及亞馬喇前地修路工程的圍欄，車頭撞入地盤大坑內，後半車身則擱在行車路面上。事件引至15名巴士乘客受傷，消防局及澳門兩間醫院均要啟動災難應變措施。

- 2010年5月28日20:00左右，澳巴一輛行駛本線的五洲龍大巴在美副將大馬路超車期間撞到左方一部電單車，事後澳巴司機不顧而去，其後警方根據目擊者資料找到肇事澳巴，巴士司機表示未知發生意外。[15]

- 2025年1月23日13:06，澳巴一輛行駛本線的中通中巴（車隊編號：E2259）行經史伯泰海軍將軍馬路斑馬線時，未有主動禮讓正在橫過斑馬線的兩名男途人。事後，車長停車向途人了解情況，途人表示身體無大礙並自行離去。[16]

## 圖片集

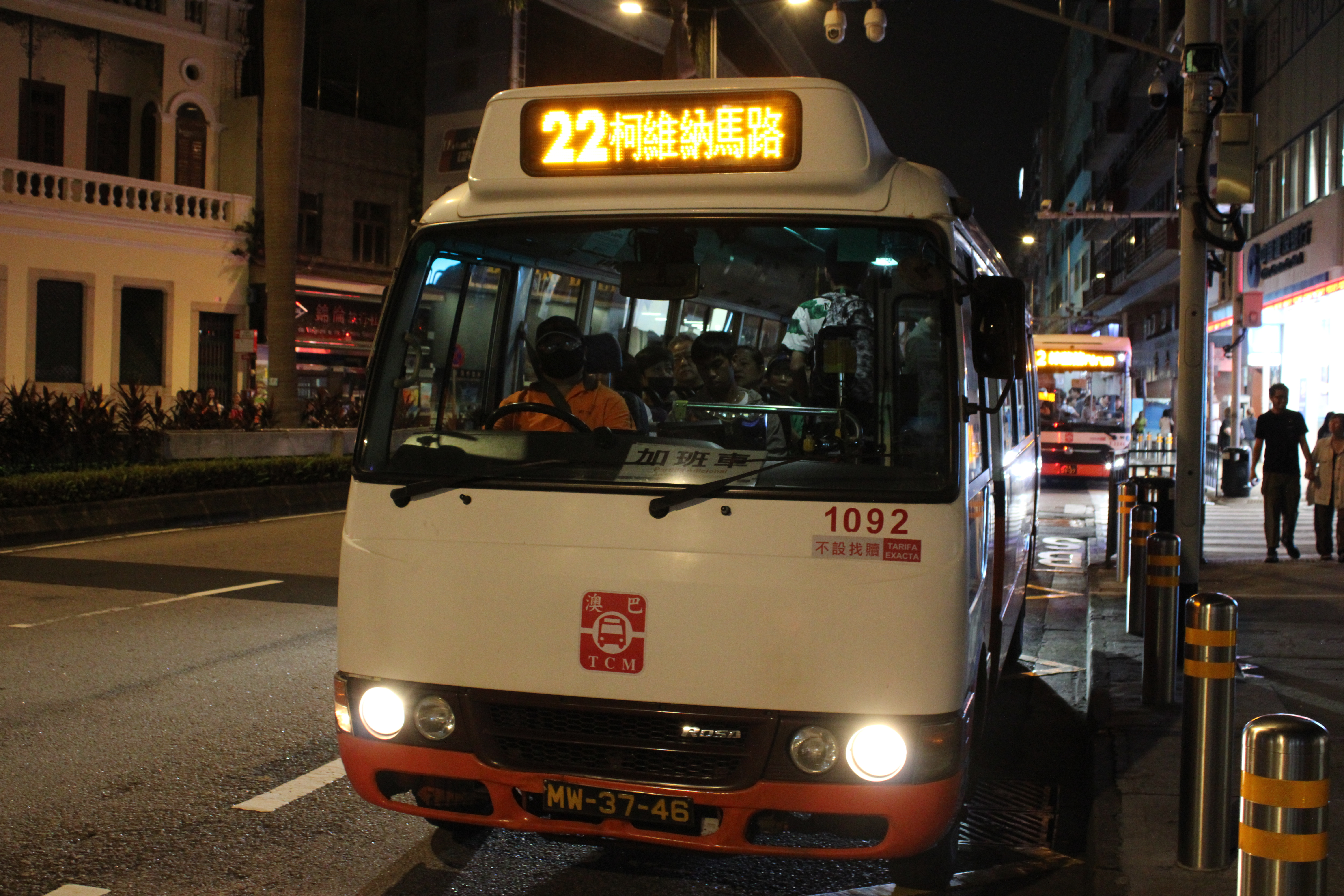
三菱Rosa
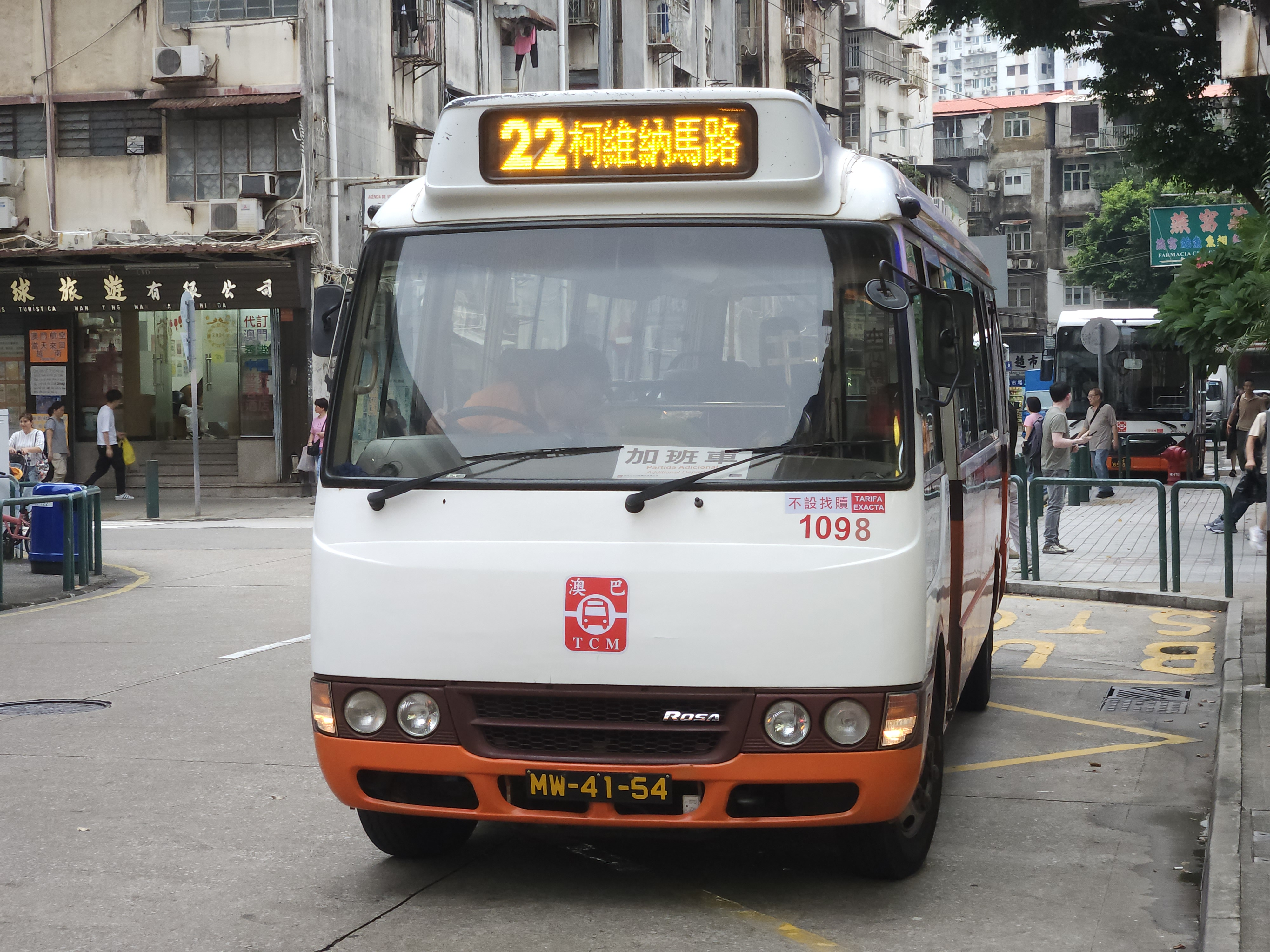
三菱Rosa
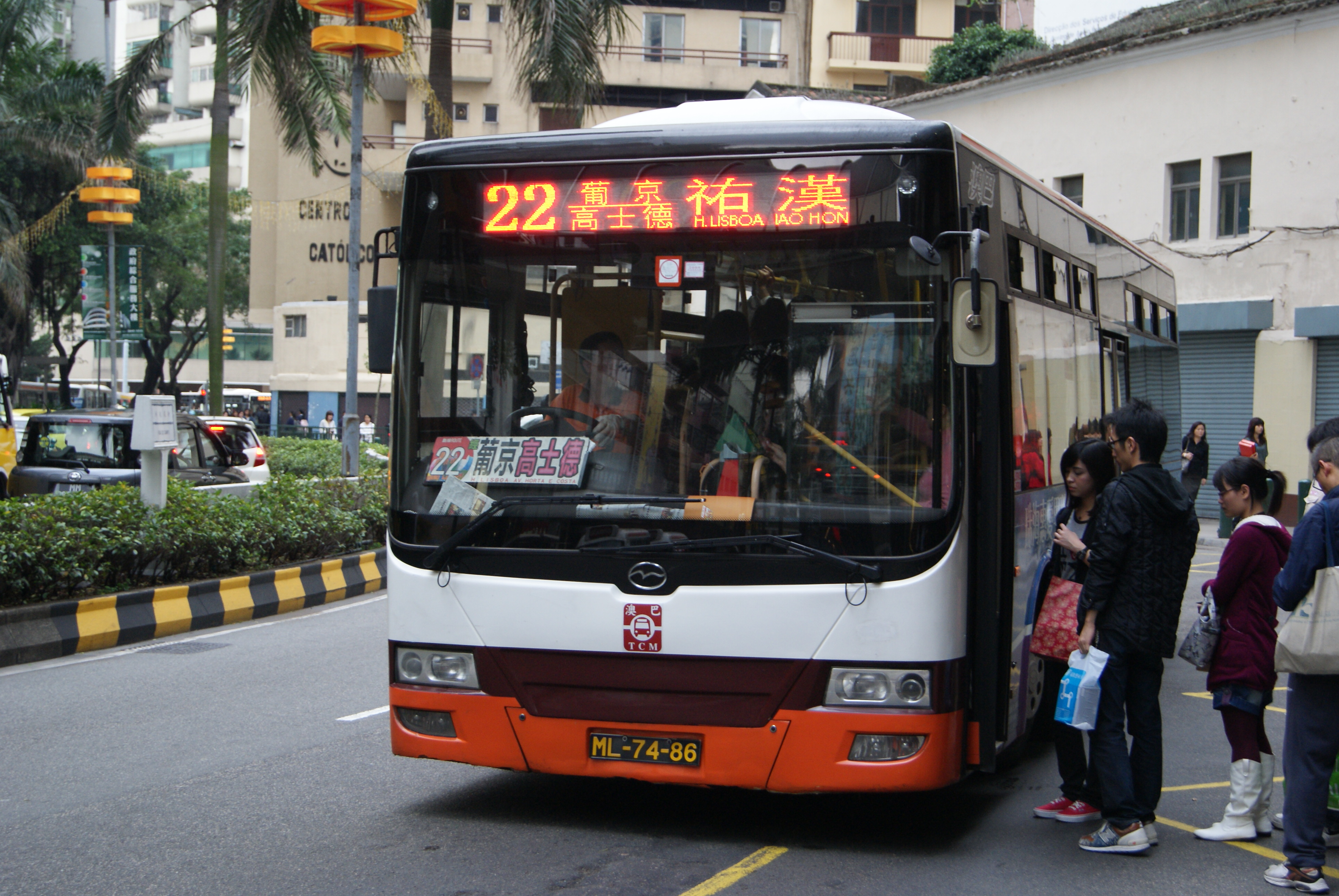
五洲龍FDG6920BG
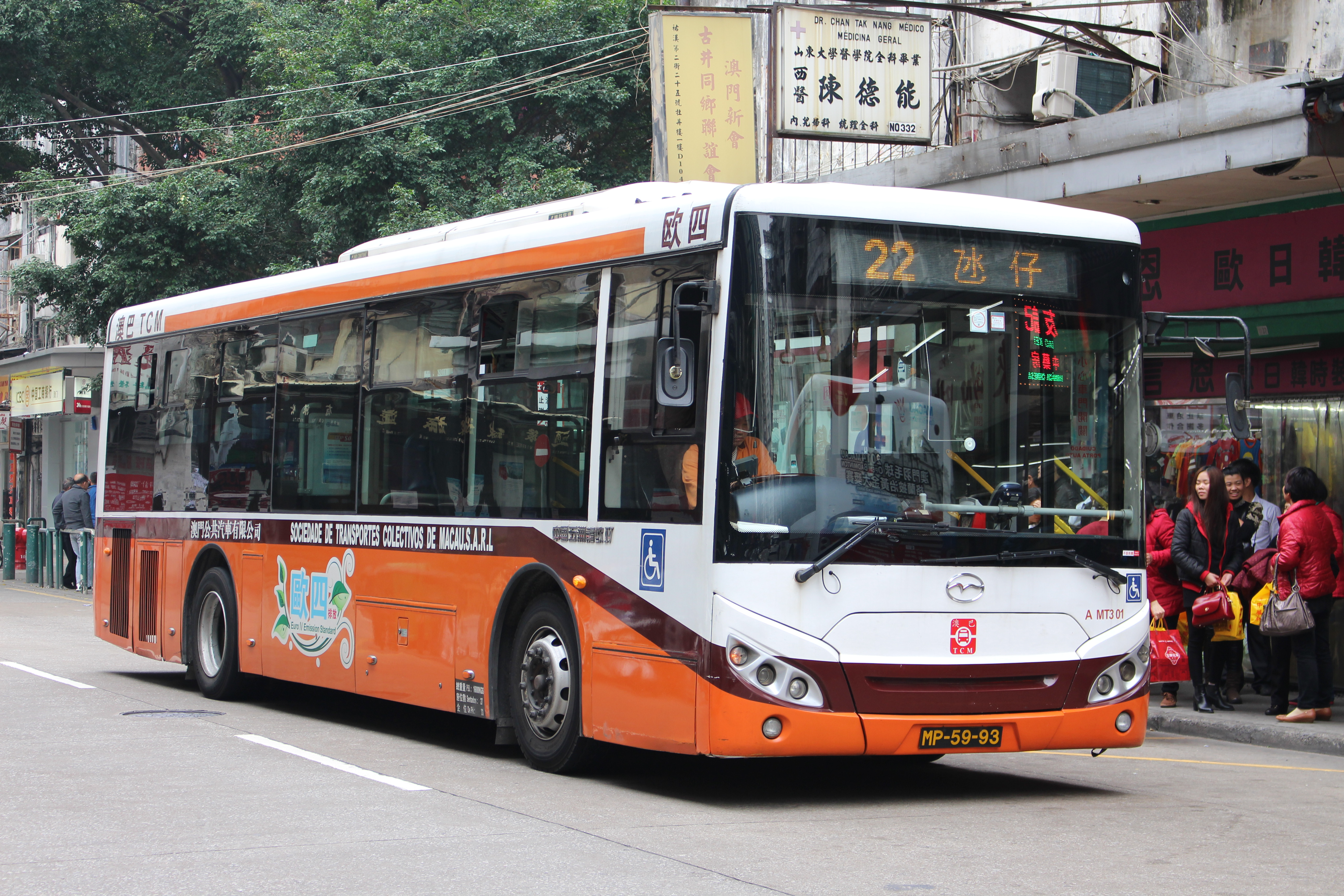
五洲龍FDG6101G
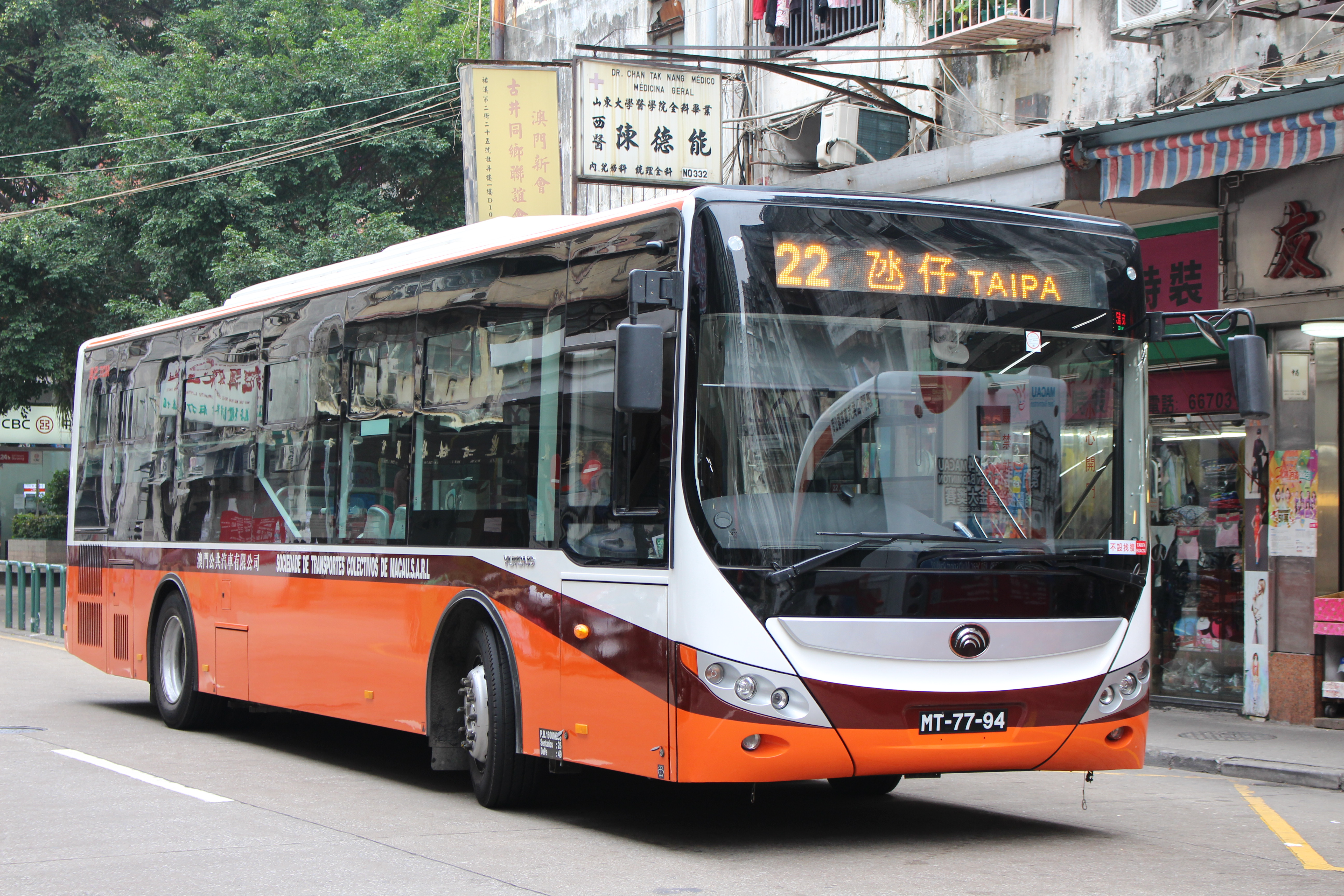
宇通ZK6118HGE
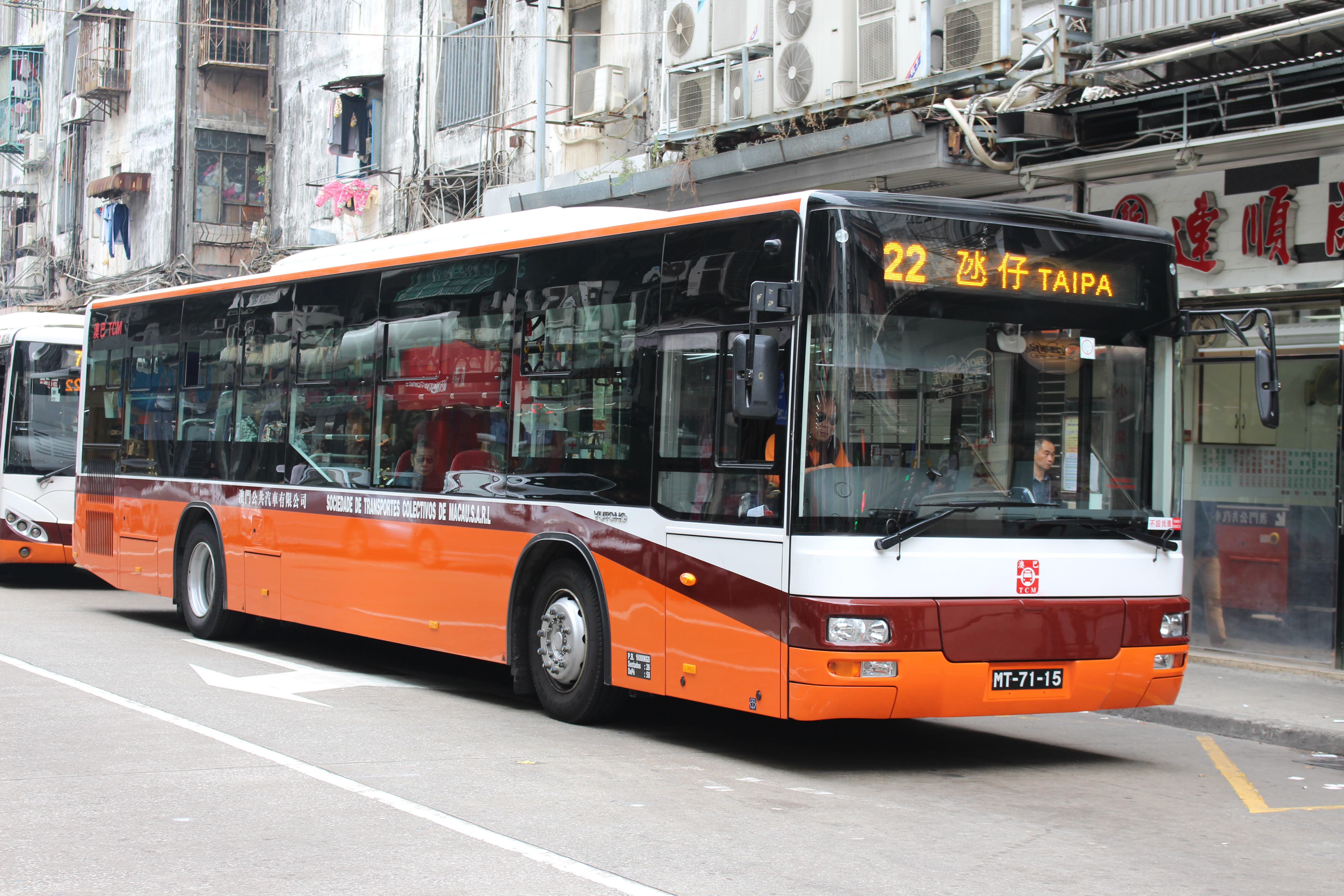
宇通ZK6128HGE
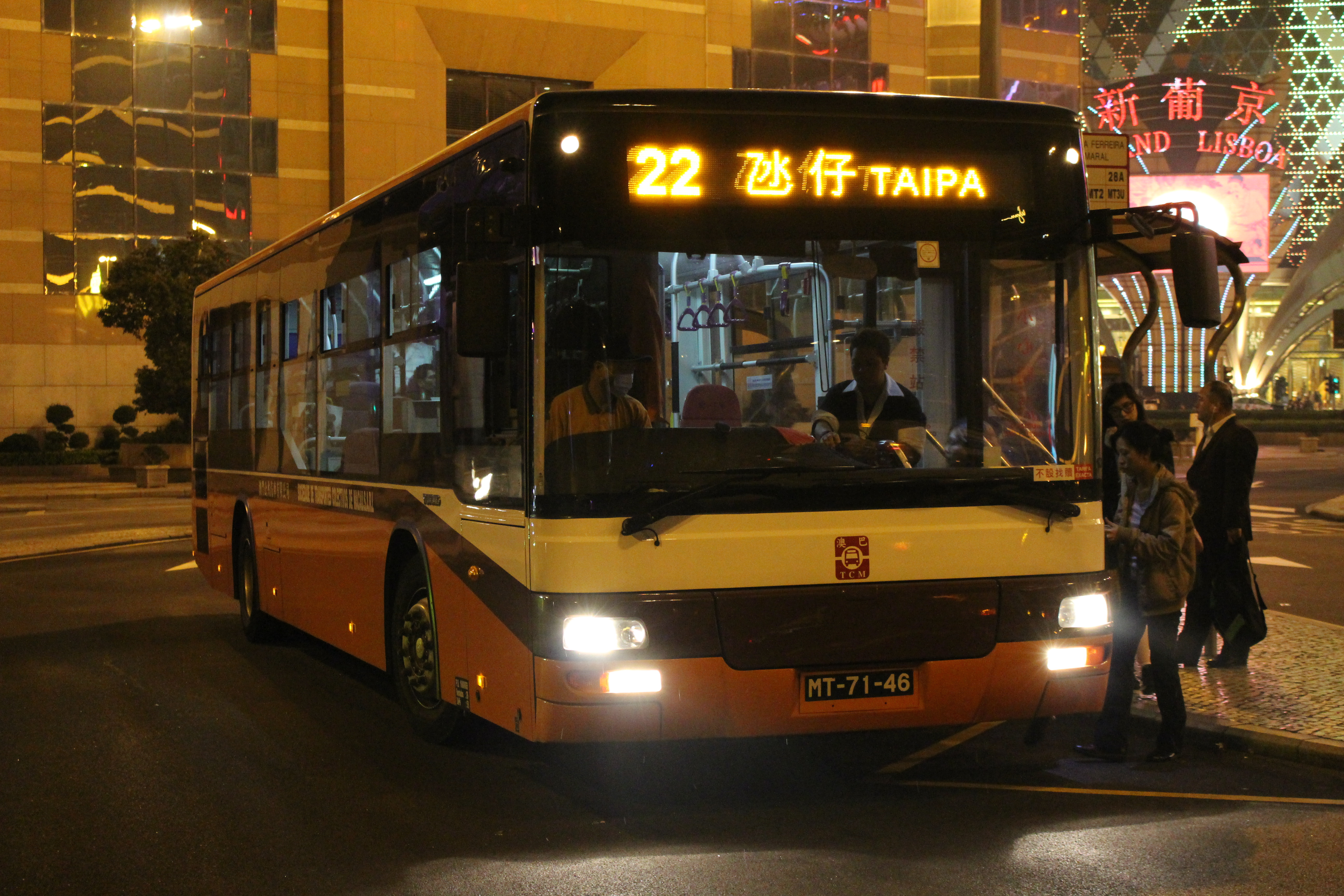
宇通ZK6128HGE
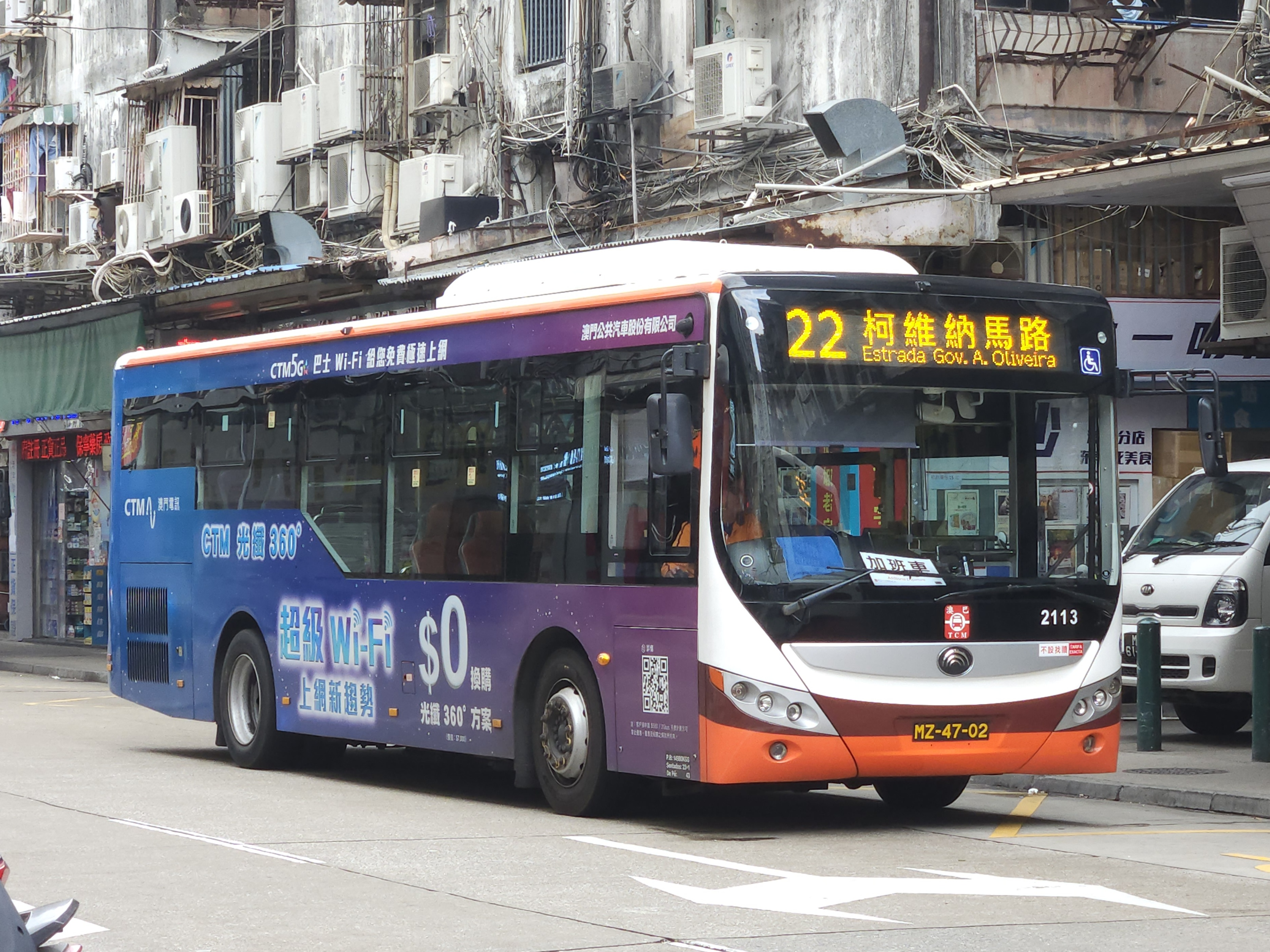
宇通ZK6986HG
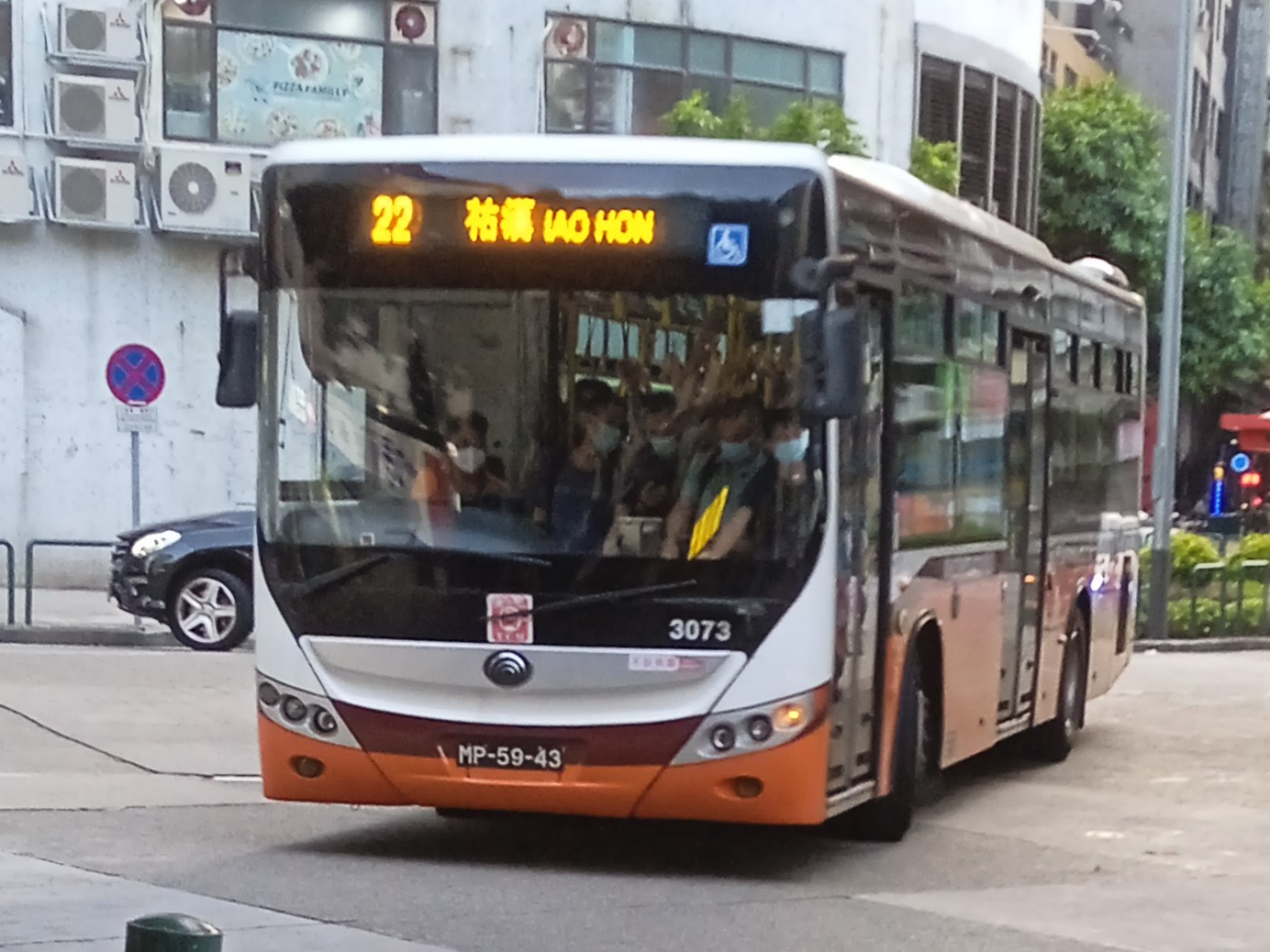
宇通ZK6118HGE
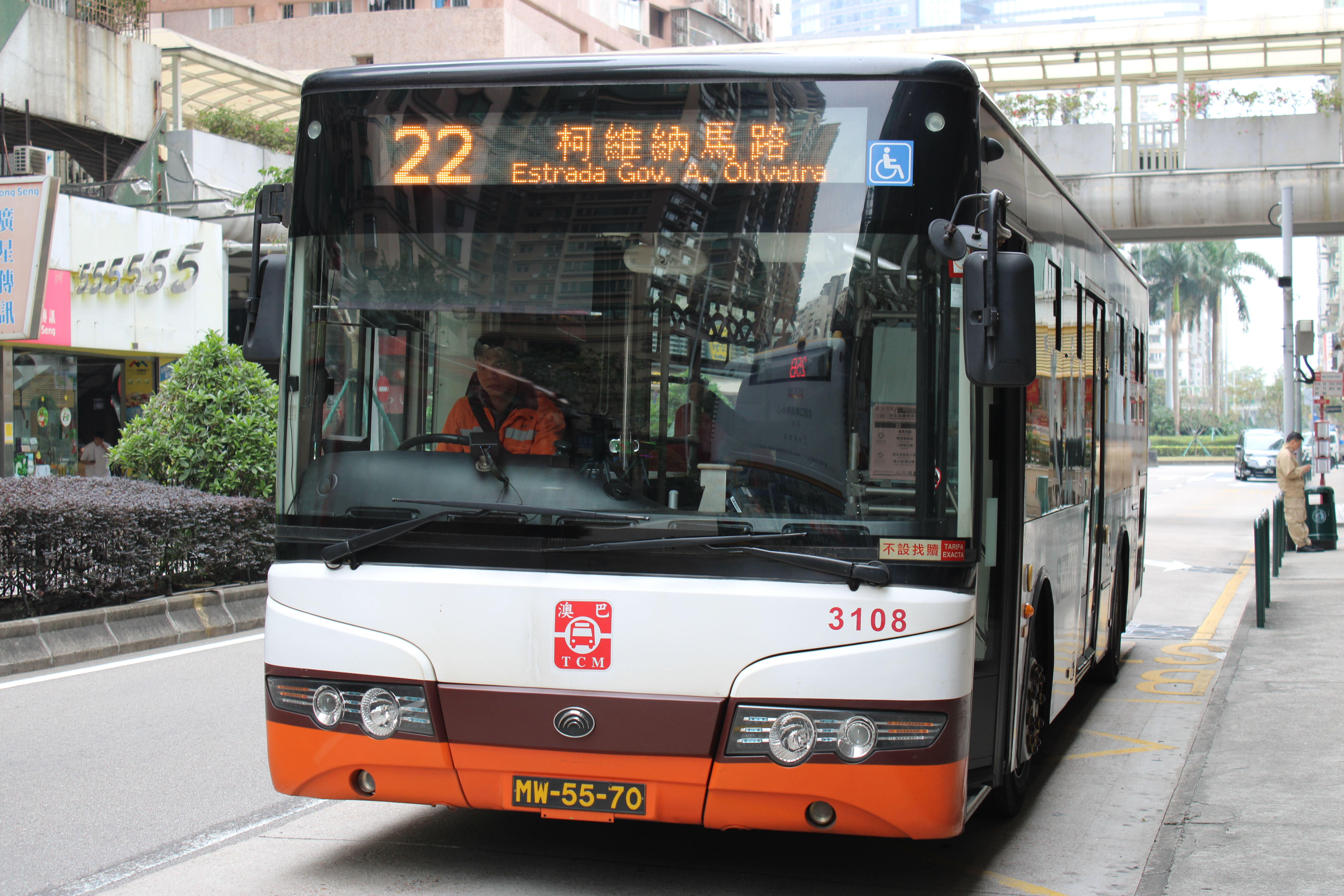
宇通ZK6115HG1
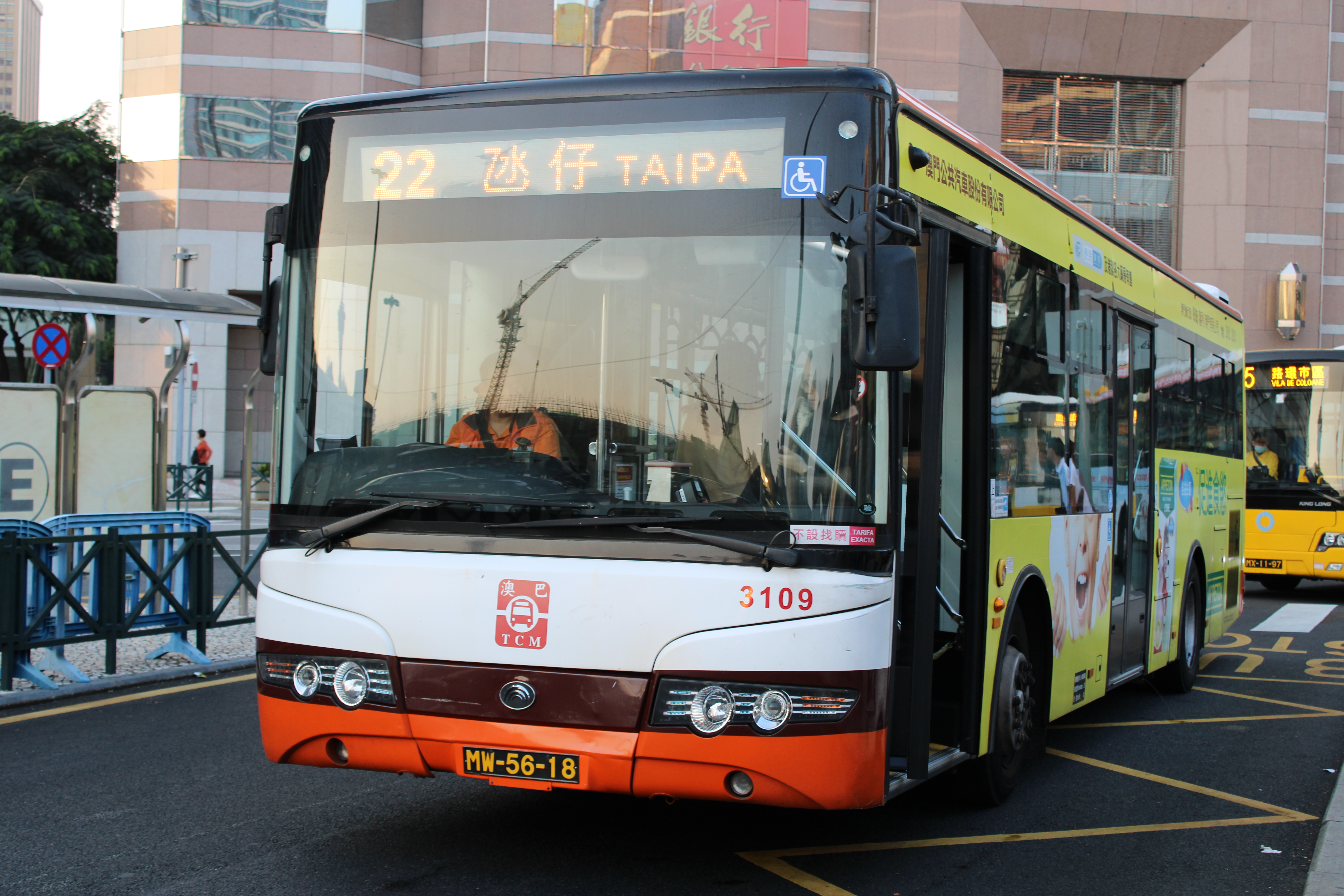
宇通ZK6115HG1
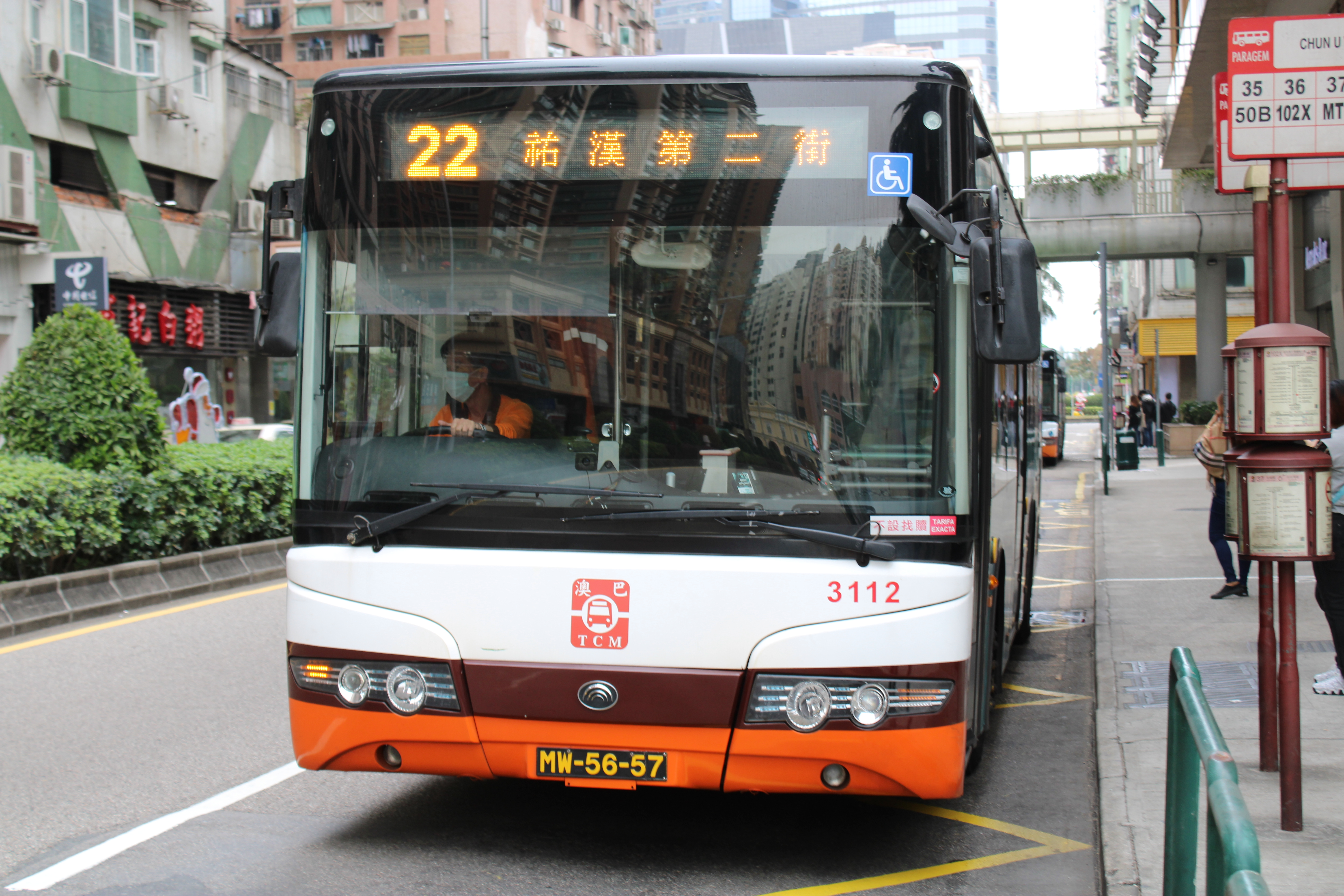
宇通ZK6118HGE
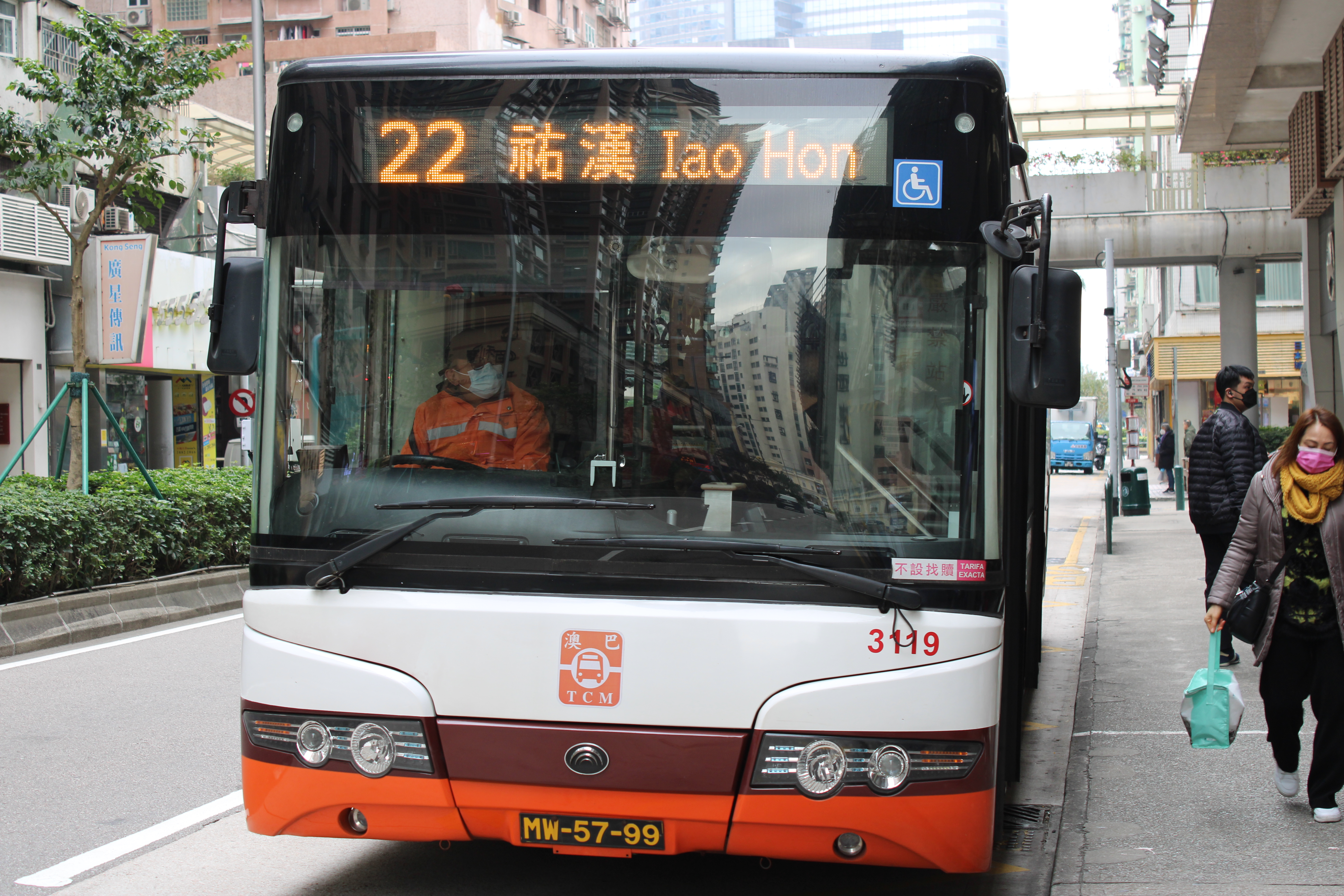
宇通ZK6115HG1
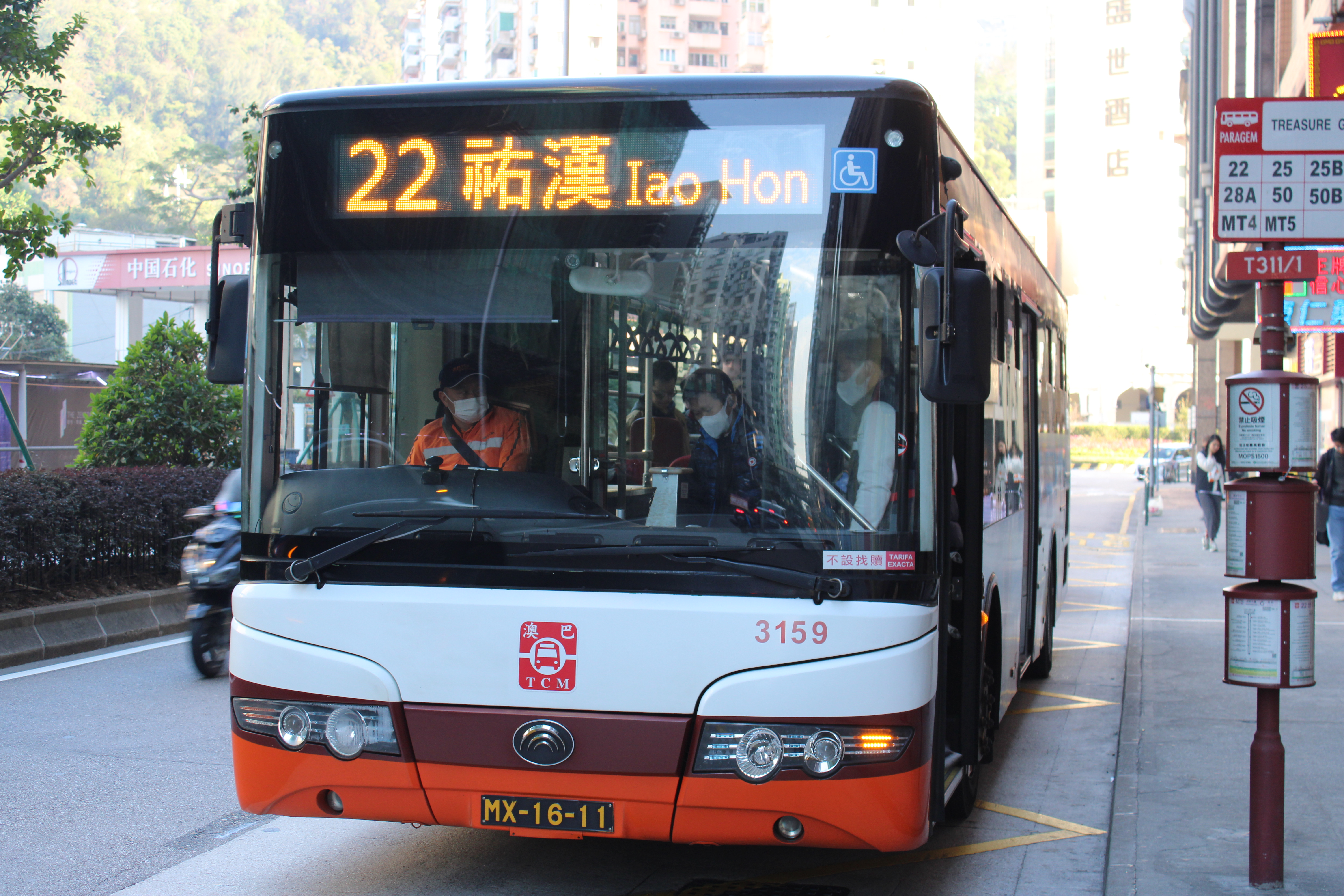
宇通ZK6105HG
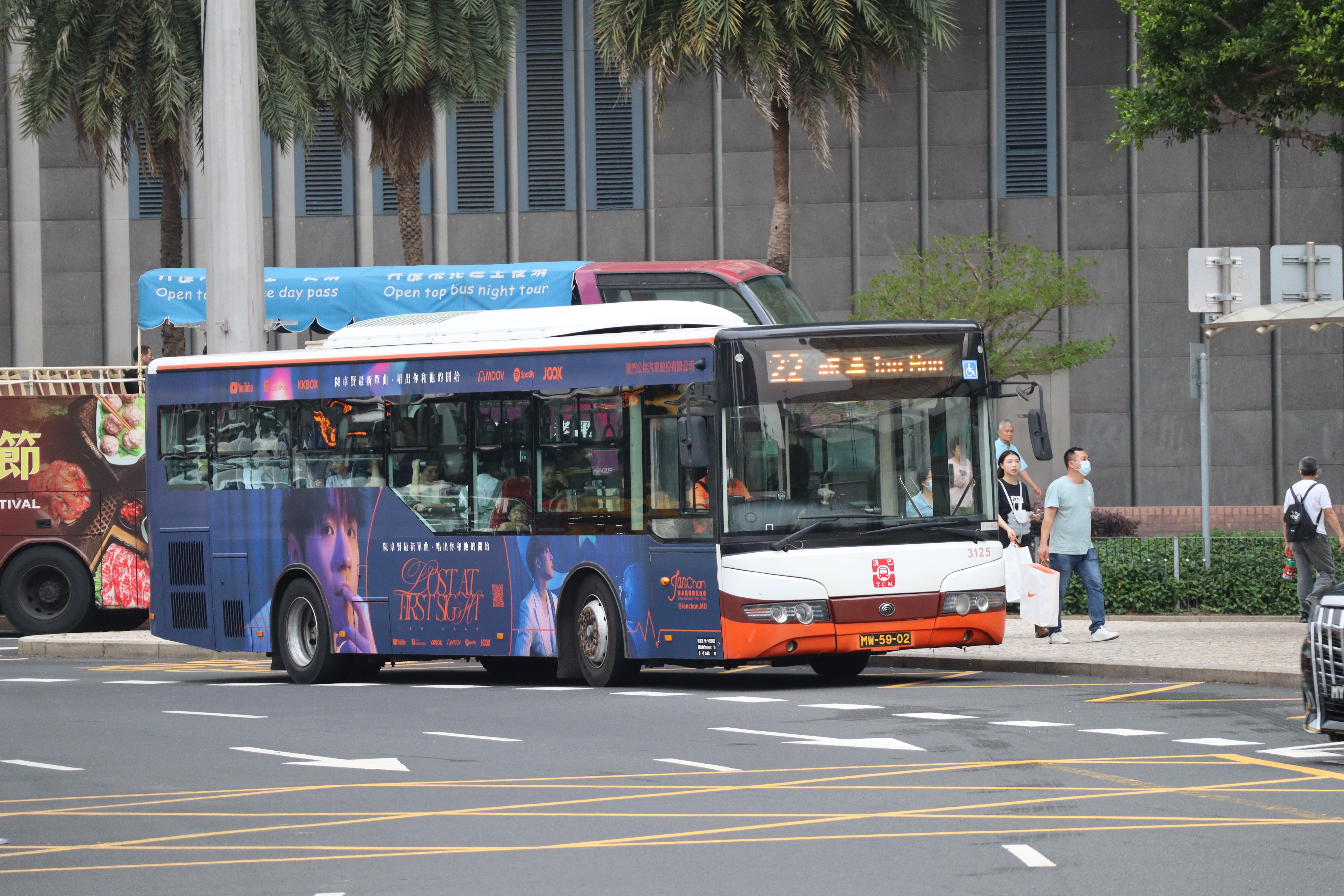
宇通ZK6115HG1
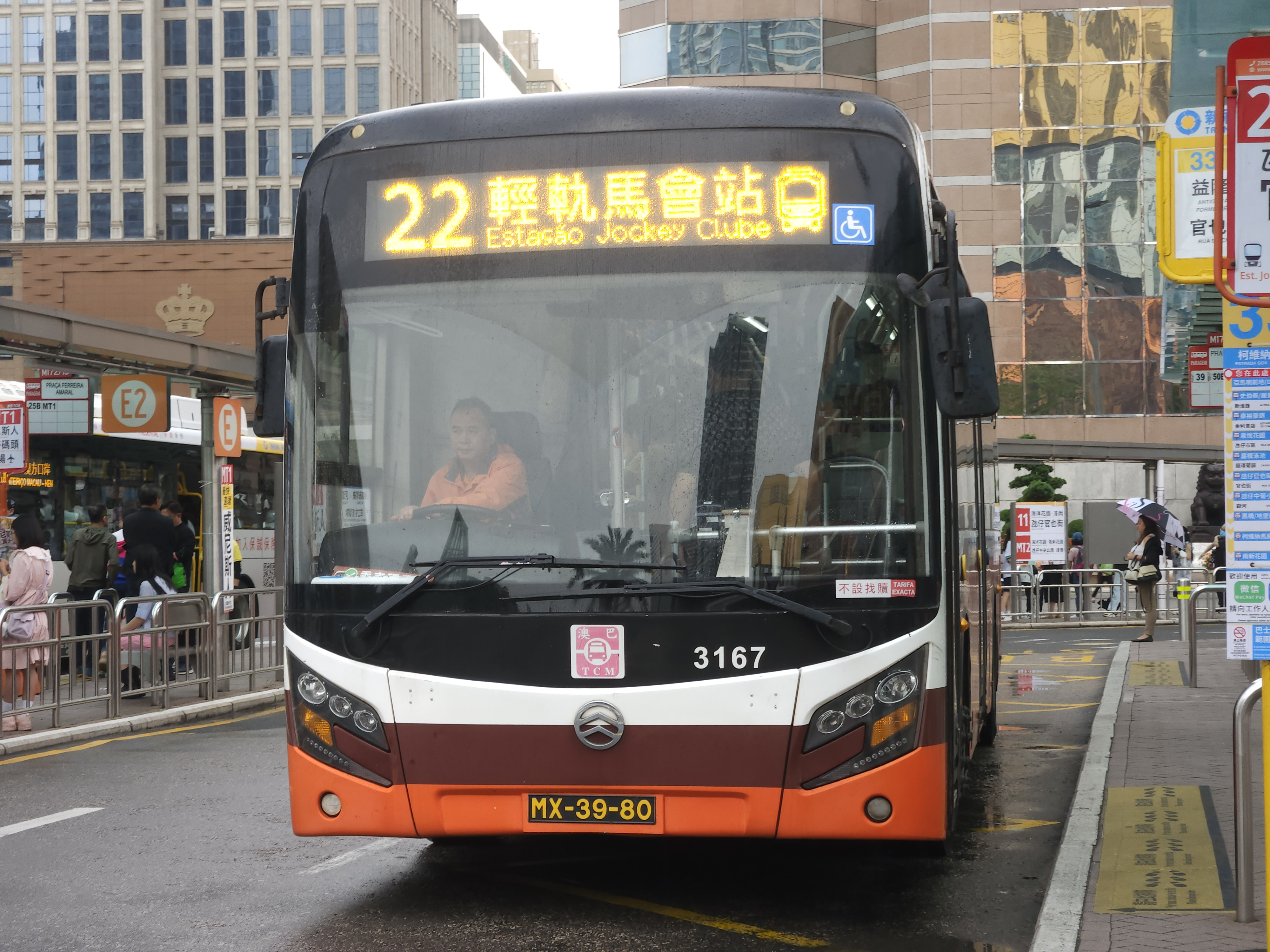
廈門金旅XML6105J15
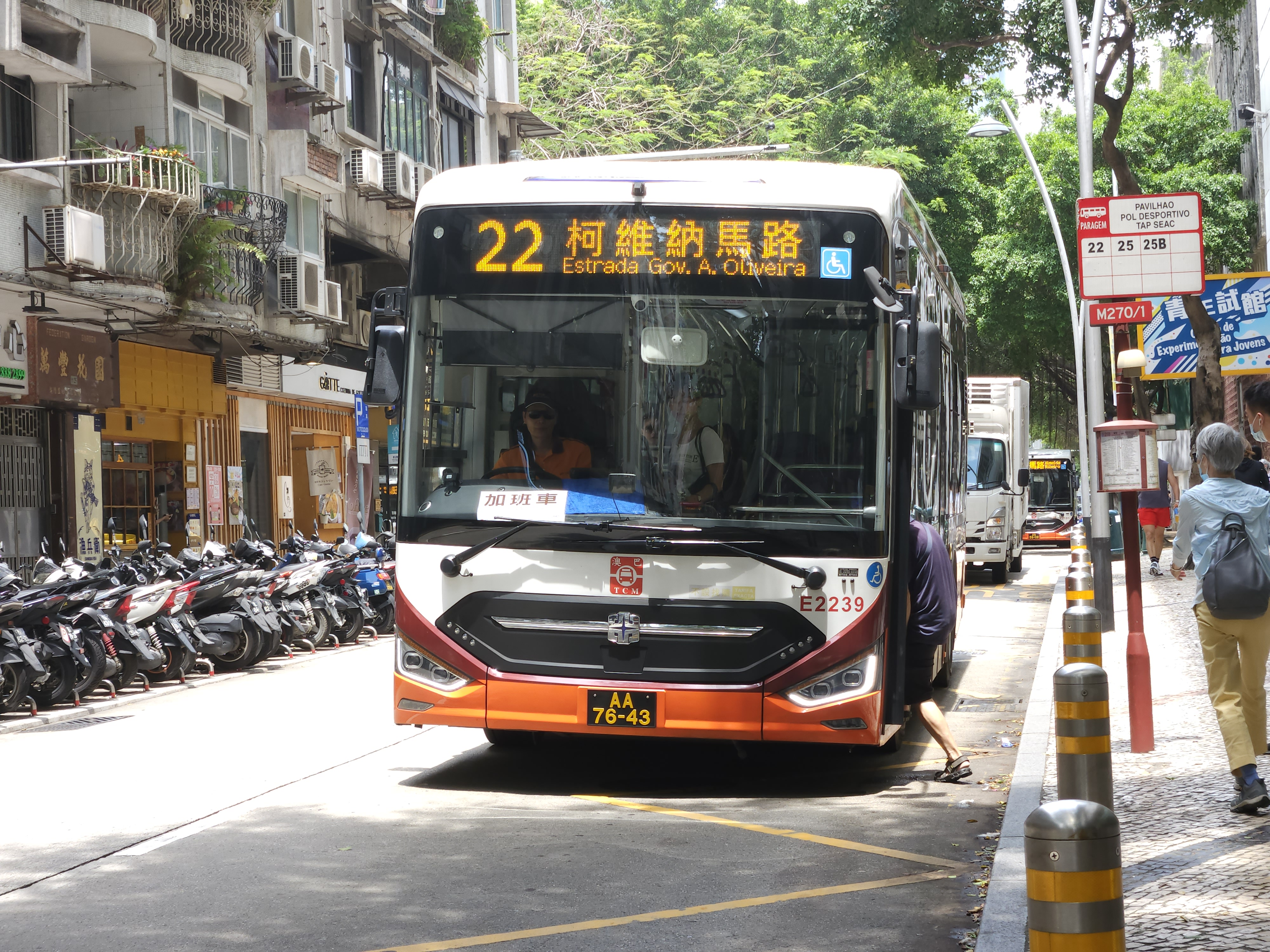
中通LCK6980SHEVG
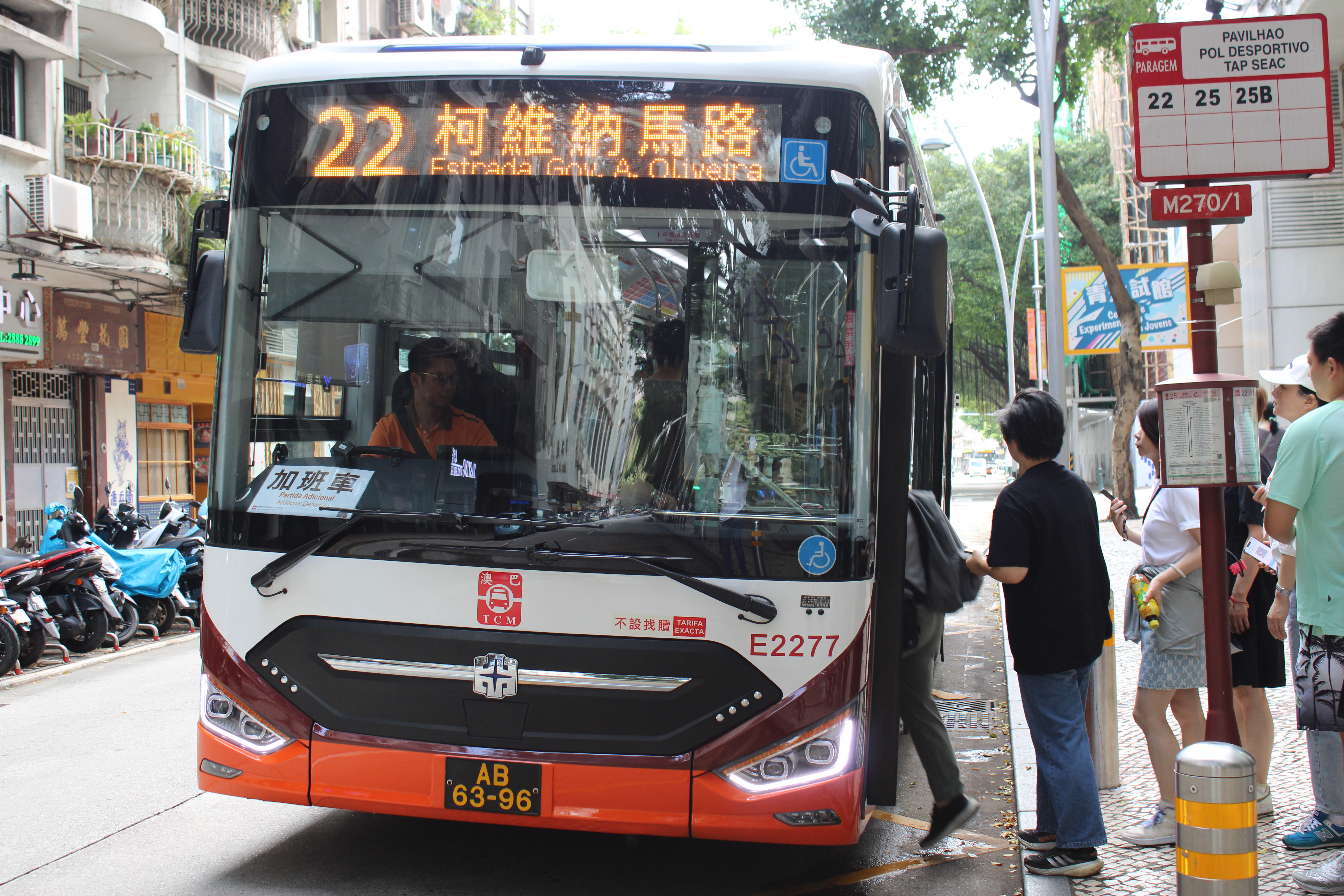
中通LCK6980SHEVG
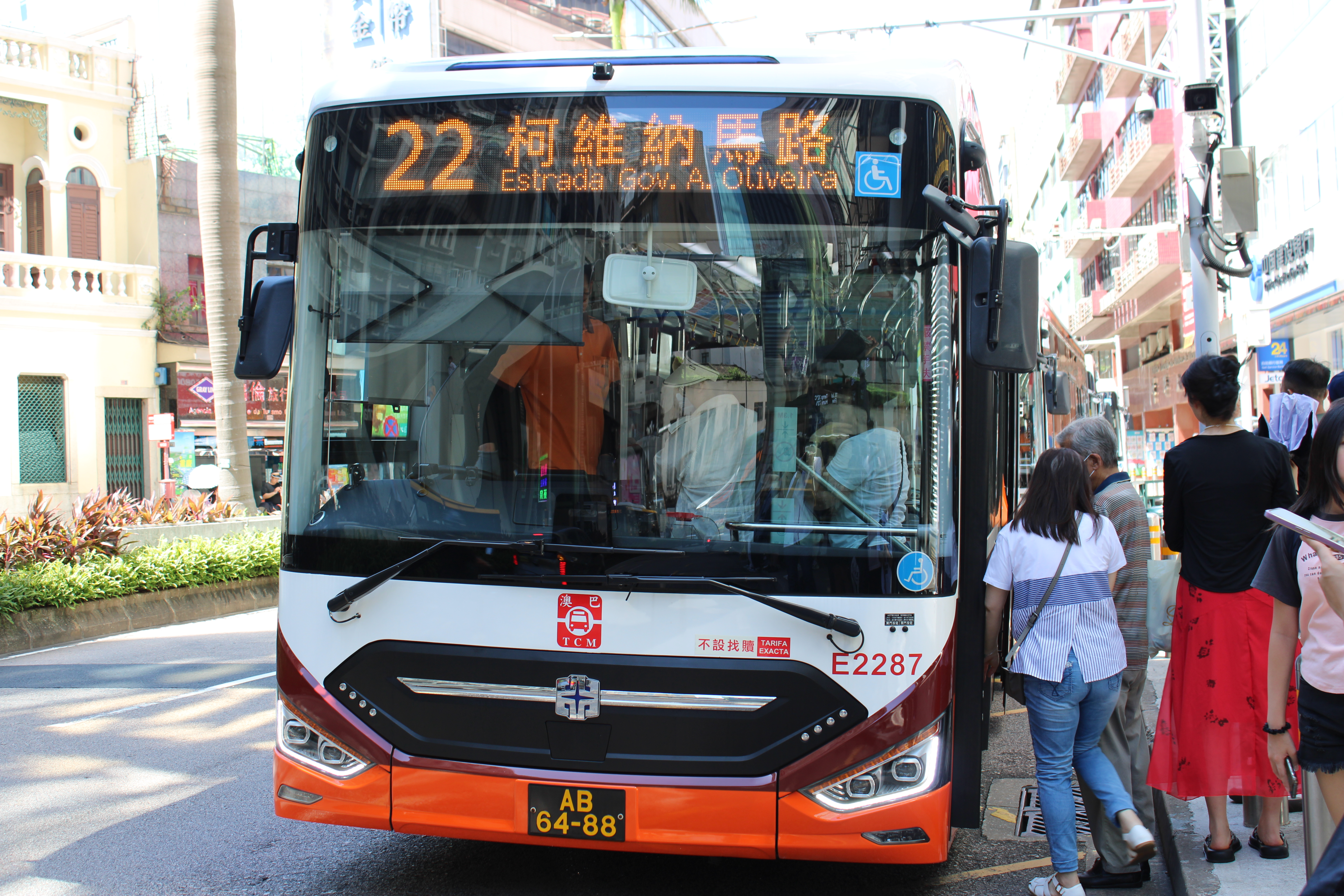
中通LCK6980SHEVG
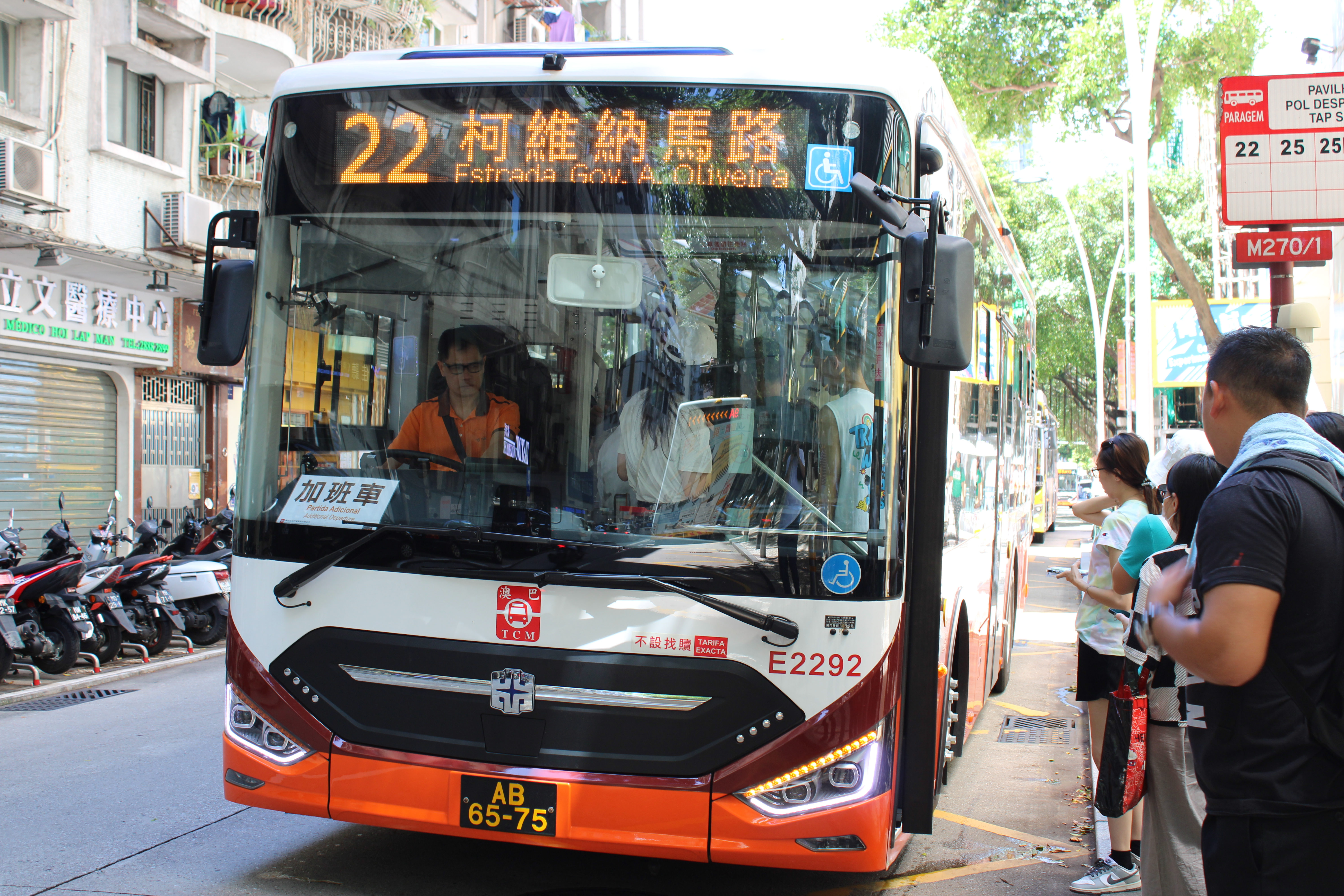
中通LCK6980SHEVG

## 外部連結
- （繁體中文）澳門公共汽車有限公司官方網頁 （页面存档备份，存于）